# Les Lèves-et-Thoumeyragues
Les Lèves-et-Thoumeyragues é uma comuna francesa na região administrativa da Nova Aquitânia, no departamento da Gironda. Estende-se por uma área de 15,72 km². Em 2010 a comuna tinha 559 habitantes (densidade: 35,6 hab./km²).